# إينيس بيريرا
إينيس بيريرا هي لاعبة كرة قدم برتغالية، ولدت في 26 مايو 1999 في لشبونة في البرتغال. لعبت مع Sporting C.P. (women) ‏.

## وصلات خارجية
- إينيس بيريرا على موقع الاتحاد الأوربي (الإنجليزية)
- إينيس بيريرا على موقع قاعدة بيانات كرة القدم.إي يو (الإنجليزية)
- إينيس بيريرا على موقع Soccerway.com (الإنجليزية)
- إينيس بيريرا على موقع عالم كرة القدم.نت (الإنجليزية)